# 예스, 갓, 예스
《예스, 갓 예스》(영어: Yes, God, Yes)는 2019년 3월에 SXSW에 상영한 미국의 코미디 영화이다. 카렌 메인이 각본과 감독을 맡았다. 미국은 2020년 7월 24일에 대한민국은 2020년 11월 26일에 개봉되었다.

## 출연진

### 주연
- 나탈리아 다이어 - 앨리스 역
- 티모시 시몬스 - 머피 신부 역
- 앨리사 보 - 니나 역
- 볼프강 노보그라츠 - 크리스 역
- 프란체스카 레알레 - 로라 역
- 앨리슨 슈럼 - 헤더 역

### 조연
- 수잔 블랙웰 - 지나 역
- 파커 위얼링 - 웨이드 역